# Желтолобый прыгающий попугай
Желтолобый прыгающий попугай, или желтоголовый прыгающий попугай, или желтоголовый какарики (лат. Cyanoramphus auriceps) — вид птиц семейства попугаевых. Подвидов не выделяют.

## Внешний вид
Длина тела 23—24 см. Окраска в основном тёмно-зелёная. Лоб карминово-красный. Верхняя часть головы оранжевого или золотистого цвета. На надхвостье с каждой стороны по пятну красного цвета. Клюв серо-голубой, с тёмным кончиком на надклювье. Самец и самка окрашены одинаково, но у самца более мощный клюв и крупнее голова. Радужка у самца оранжевая, у самки коричневая.

## Распространение
Обитает в Новой Зеландии и в ещё в некоторых местах.

## Размножение
В кладке от 4 до 8 яиц. Птенцы появляются примерно через 3 недели, а через 4—5 недель они вылетают из гнезда.

## Содержание
Пользуются большой популярностью у любителей природы. В России появились в 1975 году.